# Hattencourt
Hattencourt is een gemeente in het Franse departement Somme (regio Hauts-de-France) en telt 237 inwoners (1999). De plaats maakt deel uit van het arrondissement Montdidier.

## Geografie
De oppervlakte van Hattencourt bedraagt 3,6 km², de bevolkingsdichtheid is 65,8 inwoners per km².
De onderstaande kaart toont de ligging van Hattencourt met de belangrijkste infrastructuur en aangrenzende gemeenten.

## Demografie
Onderstaande figuur toont het verloop van het inwonertal (bron: INSEE-tellingen).